# 유닛 테스트
유닛 테스트(unit test)는 컴퓨터 프로그래밍에서 소스 코드의 특정 모듈이 의도된 대로 정확히 작동하는지 검증하는 절차다. 즉, 모든 함수와 메소드에 대한 테스트 케이스(Test case)를 작성하는 절차를 말한다. 이를 통해서 언제라도 코드 변경으로 인해 문제가 발생할 경우, 단시간 내에 이를 파악하고 바로 잡을 수 있도록 해준다. 이상적으로, 각 테스트 케이스는 서로 분리되어야 한다. 이를 위해 가짜 객체(Mock object)를 생성하는 것도 좋은 방법이다. 유닛 테스트는 (일반적인 테스트와 달리) 개발자(developer) 뿐만 아니라 보다 더 심도있는 테스트를 위해 테스터(tester)에 의해 수행되기도 한다.

## 장점

### 문제점 발견
유닛 테스트의 목적은 프로그램의 각 부분을 고립 시켜서 각각의 부분이 정확하게 동작하는지 확인하는 것이다. 즉, 프로그램을 작은 단위로 쪼개서 각 단위가 정확하게 동작하는지 검사하고 이를 통해 문제 발생 시 정확하게 어느 부분이 잘못되었는지를 재빨리 확인할 수 있게 해준다. 따라서 프로그램의 안정성이 높아진다. 유닛 테스트는 일견 개발 시간을 증가 시키는 것처럼 보이지만 개발 기간 중 대부분을 차지하는 디버깅 시간을 단축시킴으로써 여유로운 프로그래밍을 가능케 한다.

### 변경이 쉽다
프로그래머는 언제라도 유닛 테스트를 믿고 리팩토링을 할 수 있다. 리팩토링 후에도 해당 모듈이 의도대로 작동하고 있음을 유닛 테스트를 통해서 확신할 수 있다. 이를 회귀 테스트(Regression testing)라 한다. 어떻게 코드를 고치더라도 문제점을 금방 파악할 수 있고 수정된 코드가 정확하게 동작하는지 쉽게 알 수 있게 되므로 프로그래머들은 더욱 더 의욕적으로 코드를 변경할 수 있게 된다. 좋은 유닛 테스트 디자인은 그 유닛이 사용되는 모든 경로를 커버할 수 있는 테스트 케이스를 만들어 준다.
지속적인 유닛 테스트 환경을 구축하면 어떠한 변화가 있더라도 코드와 그 실행이 의도대로 인지를 확인하고 검증 할 수 있게 된다. 확립된 개발 방법과 유닛 테스트의 범위에 따라서 프로그램의 정확성이 좌우된다.

### 통합이 간단하다
유닛 테스트는 유닛 자체의 불확실성을 제거해주므로 상향식(bottom-up) 테스트 방식에서 유용하다. 먼저 프로그램의 각 부분을 검증하고 그 부분들은 합쳐서 다시 검증하는 통합 테스트에서 더욱 더 빛을 발한다.

## 언어 지원
D, Go, 루비, 파이썬은 유닛 테스트를 기본으로 지원한다. 유닛 테스트 프로세스를 단순화 시켜주는 유닛 테스트 프레임워크는 여러 언어로 개발되고 있다. 구글에서도 재능 기부 활동의 하나로 구글테스트라는 C++를 위한 유닛 테스트 라이브러리를 제공하고 있다. (맥OS 엑스코드도 지원)

## 같이 보기
- 유닛 테스트 프레임워크 목록
- 인수 검사
- 익스트림 프로그래밍
- 기능 테스트
- 통합 시험
- 회귀 테스트
- 소프트웨어 고고학
- 소프트웨어 테스트
- 테스트 케이스
- 시스템 검사
- 테스트 주도 개발
- DUnit
- XUnit

## 참조
1. ↑  Google Test